# Partecipanti al Gran Piemonte 2023
Elenco dei partecipanti al Gran Piemonte 2023.
Il Gran Piemonte 2023 è stato la centosettesima edizione della corsa. Alla competizione presero parte ventidue squadre: quindici con licenza UCI World Tour 2023 e sette UCI ProTeam.
Accreditati alla partenza 152 ciclisti.

## Corridori per squadra
Nota: R ritirato, NP non partito, FT fuori tempo, SQ squalificato
| Movistar Team                     | Movistar Team                     | Movistar Team                     | Alpecin-Deceuninck     | Alpecin-Deceuninck     | Alpecin-Deceuninck     | Astana Qazaqstan Team    | Astana Qazaqstan Team    | Astana Qazaqstan Team    |
| --------------------------------- | --------------------------------- | --------------------------------- | ---------------------- | ---------------------- | ---------------------- | ------------------------ | ------------------------ | ------------------------ |
| N°                                | Ciclista                          | Clas.                             | N°                     | Ciclista               | Clas.                  | N°                       | Ciclista                 | Clas.                    |
| 1                                 | Iván García Cortina               | 72°                               | 11                     | Alex Bogna             | 82°                    | 21                       | Fabio Felline            | 58°                      |
| 2                                 | Alex Aranburu                     | 3°                                | 12                     | Jimmy Janssens         | 116°                   | 22                       | Cees Bol                 | 118°                     |
| 3                                 | Matteo Jorgenson                  | 25°                               | 13                     | Axel Laurance          | 34°                    | 23                       | Gianmarco Garofoli       | 127°                     |
| 4                                 | Max Kanter                        | 100°                              | 14                     | Xandro Meurisse        | 26°                    | 24                       | David de la Cruz         | 17°                      |
| 5                                 | Oier Lazkano                      | 90°                               | 15                     | Stefano Oldani         | 33°                    | 25                       | Gianni Moscon            | 114°                     |
| 6                                 | José Joaquín Rojas                | 63°                               | 16                     | Jason Osborne          | 115°                   | 26                       | Christian Scaroni        | 59°                      |
| 7                                 | Iván Sosa                         | 49°                               | 17                     | Kristian Sbaragli      | 68°                    | 27                       | Harold Tejada            | 8°                       |
| Bahrain Victorious                | Bahrain Victorious                | Bahrain Victorious                | Bora-Hansgrohe         | Bora-Hansgrohe         | Bora-Hansgrohe         | Cofidis                  | Cofidis                  | Cofidis                  |
| N°                                | Ciclista                          | Clas.                             | N°                     | Ciclista               | Clas.                  | N°                       | Ciclista                 | Clas.                    |
| 31                                | Mikel Landa                       | 48°                               | 41                     | Patrick Konrad         | 123°                   | 51                       | Guillaume Martin         | SQ                       |
| 32                                | Santiago Buitrago                 | 24°                               | 42                     | Giovanni Aleotti       | 41°                    | 52                       | Simon Geschke            | 93°                      |
| 33                                | Nicolò Buratti                    | 103°                              | 43                     | Bob Jungels            | 16°                    | 53                       | Jesús Herrada            | 87°                      |
| 34                                | Andrea Pasqualon                  | R                                 | 44                     | Florian Lipowitz       | 15°                    | 54                       | Axel Mariault            | 89°                      |
| 35                                | Hermann Pernsteiner               | 44°                               | 45                     | Anton Palzer           | 77°                    | 55                       | Rémy Rochas              | 46°                      |
| 36                                | Antonio Tiberi                    | 9°                                | 46                     | Ide Schelling          | R                      | 56                       | Hugo Toumire             | 66°                      |
| 37                                | Edoardo Zambanini                 | 117°                              | 47                     | Frederik Wandahl       | 122°                   | 57                       | Harrison Wood            | 111°                     |
| Corratec Selle Italia             | Corratec Selle Italia             | Corratec Selle Italia             | EF Education-EasyPost  | EF Education-EasyPost  | EF Education-EasyPost  | Eolo-Kometa Cycling Team | Eolo-Kometa Cycling Team | Eolo-Kometa Cycling Team |
| N°                                | Ciclista                          | Clas.                             | N°                     | Ciclista               | Clas.                  | N°                       | Ciclista                 | Clas.                    |
| 61                                | Andrij Ponomar                    | NP                                | 71                     | Jonathan Caicedo       | 19°                    | 81                       | Vincenzo Albanese        | 29°                      |
| 62                                | Matteo Amella                     | 81°                               | 72                     | Diego Camargo          | 47°                    | 82                       | Davide De Cassan         | 105°                     |
| 63                                | Antoine Debons                    | 88°                               | 73                     | Mikkel Honoré          | 32°                    | 83                       | Alessandro Fancellu      | R                        |
| 64                                | Alessandro Iacchi                 | R                                 | 74                     | Andrea Piccolo         | 70°                    | 84                       | Erik Fetter              | 85°                      |
| 65                                | Simone Olivero                    | R                                 | 75                     | Sean Quinn             | 75°                    | 85                       | Andrea Garosio           | 84°                      |
| 66                                | Charlie Quarterman                | 133°                              | 76                     | Michael Valgren        | 56°                    | 86                       | Francesco Gavazzi        | 108°                     |
| 67                                | Karel Vacek                       | 79°                               | 77                     | Julius van den Berg    | 119°                   | 87                       | Diego Sevilla            | 39°                      |
| Green Project-BardianiCSF-Faizanè | Green Project-BardianiCSF-Faizanè | Green Project-BardianiCSF-Faizanè | Ineos Grenadiers       | Ineos Grenadiers       | Ineos Grenadiers       | Intermarché-Circus-Wanty | Intermarché-Circus-Wanty | Intermarché-Circus-Wanty |
| N°                                | Ciclista                          | Clas.                             | N°                     | Ciclista               | Clas.                  | N°                       | Ciclista                 | Clas.                    |
| 91                                | Filippo Fiorelli                  | 80°                               | 101                    | Filippo Ganna          | 4°                     | 111                      | Lorenzo Rota             | R                        |
| 92                                | Riccardo Lucca                    | 106°                              | 102                    | Thymen Arensman        | 51°                    | 112                      | Francesco Busatto        | 37°                      |
| 93                                | Filippo Magli                     | 67°                               | 103                    | Salvatore Puccio       | 74°                    | 113                      | Rui Costa                | 5°                       |
| 94                                | Henok Mulubrhan                   | 102°                              | 104                    | Brandon Rivera         | 57°                    | 114                      | Madis Mihkels            | R                        |
| 95                                | Alessandro Pinarello              | 98°                               | 105                    | Ben Swift              | 42°                    | 115                      | Dion Smith               | 124°                     |
| 96                                | Alessandro Tonelli                | 83°                               | 106                    | Connor Swift           | 76°                    | 116                      | Rein Taaramäe            | 86°                      |
| 97                                | Martin Marcellusi                 | 7°                                | 107                    | Ben Turner             | 27°                    | 117                      | Georg Zimmermann         | 6°                       |
| Israel-Premier Tech               | Israel-Premier Tech               | Israel-Premier Tech               | Jumbo-Visma            | Jumbo-Visma            | Jumbo-Visma            | Lidl-Trek                | Lidl-Trek                | Lidl-Trek                |
| N°                                | Ciclista                          | Clas.                             | N°                     | Ciclista               | Clas.                  | N°                       | Ciclista                 | Clas.                    |
| 121                               | Domenico Pozzovivo                | 20°                               | 131                    | Wout Van Aert          | 52°                    | 141                      | Bauke Mollema            | 43°                      |
| 122                               | Marco Frigo                       | 97°                               | 132                    | Milan Vader            | 128°                   | 142                      | Filippo Baroncini        | 38°                      |
| 123                               | Reto Hollenstein                  | 99°                               | 133                    | Wilco Kelderman        | 54°                    | 143                      | A. Gebreigzabhier        | 22°                      |
| 124                               | Hugo Houle                        | 50°                               | 134                    | Steven Kruijswijk      | 110°                   | 144                      | Juan Pedro López         | 120°                     |
| 125                               | Nick Schultz                      | 10°                               | 135                    | Gijs Leemreize         | R                      | 145                      | Jacopo Mosca             | 30°                      |
| 126                               | Corbin Strong                     | 65°                               | 136                    | Sam Oomen              | 73°                    | 146                      | Natnael Tesfatsion       | 45°                      |
|                                   |                                   |                                   | 137                    | Attila Valter          | 55°                    | 147                      | Mathias Vacek            | R                        |
| Lotto Dstny                       | Lotto Dstny                       | Lotto Dstny                       | Q36.5 Pro Cycling Team | Q36.5 Pro Cycling Team | Q36.5 Pro Cycling Team | Soudal Quick-Step        | Soudal Quick-Step        | Soudal Quick-Step        |
| N°                                | Ciclista                          | Clas.                             | N°                     | Ciclista               | Clas.                  | N°                       | Ciclista                 | Clas.                    |
| 151                               | Thomas De Gendt                   | R                                 | 161                    | Negasi Haylu Abreha    | 78°                    | 171                      | Mattia Cattaneo          | 23°                      |
| 152                               | Johannes Adamietz                 | 62°                               | 162                    | Marcel Camprubi        | 61°                    | 172                      | Dries Devenyns           | 53°                      |
| 153                               | Jacopo Guarnieri                  | R                                 | 163                    | Corey Davis            | R                      | 173                      | Andrea Bagioli           | 1°                       |
| 154                               | Sylvain Moniquet                  | 12°                               | 164                    | Damien Howson          | 107°                   | 174                      | William Junior Lecerf    | 11°                      |
| 155                               | Mathijs Paasschens                | 92°                               | 165                    | Kamil Małecki          | R                      | 175                      | Mauro Schmid             | R                        |
| 156                               | Lennert Van Eetvelt               | 113°                              | 166                    | Pavel Novák            | 121°                   | 176                      | Pieter Serry             | 69°                      |
| 157                               | Maxim Van Gils                    | 112°                              | 167                    | Nicolò Parisini        | 101°                   | 177                      | Louis Vervaeke           | R                        |
| Team DSM-Firmenich                | Team DSM-Firmenich                | Team DSM-Firmenich                | Team Jayco AlUla       | Team Jayco AlUla       | Team Jayco AlUla       | Tudor Pro Cycling Team   | Tudor Pro Cycling Team   | Tudor Pro Cycling Team   |
| N°                                | Ciclista                          | Clas.                             | N°                     | Ciclista               | Clas.                  | N°                       | Ciclista                 | Clas.                    |
| 181                               | Patrick Bevin                     | 60°                               | 191                    | Michael Matthews       | 31°                    | 201                      | Nils Brun                | 91°                      |
| 182                               | Romain Combaud                    | 64°                               | 192                    | Simon Yates            | 13°                    | 202                      | Aloïs Charrin            | 130°                     |
| 183                               | Matthew Dinham                    | 94°                               | 193                    | Lawson Craddock        | R                      | 203                      | Jacob Eriksson           | 131°                     |
| 184                               | Sean Flynn                        | 35°                               | 194                    | Eddie Dunbar           | 21°                    | 204                      | Lucas Eriksson           | 132°                     |
| 185                               | Jonas Hvideberg                   | 109°                              | 195                    | Felix Engelhardt       | 96°                    | 205                      | Alexander Kamp           | 126°                     |
| 186                               | Florian Stork                     | 18°                               | 196                    | Jan Maas               | 129°                   | 206                      | Séb. Reichenbach         | 40°                      |
| 187                               | Frank van den Broek               | 71°                               | 197                    | Matteo Sobrero         | 95°                    | 207                      | Mathys Rondel            | 36°                      |
| UAE Team Emirates                 |                                   |                                   |                        |                        |                        |                          |                          |                          |
| N°                                | Ciclista                          | Clas.                             |                        |                        |                        |                          |                          |                          |
| 211                               | Davide Formolo                    | 14°                               |                        |                        |                        |                          |                          |                          |
| 212                               | Sjoerd Bax                        | 125°                              |                        |                        |                        |                          |                          |                          |
| 214                               | Marc Hirschi                      | 2°                                |                        |                        |                        |                          |                          |                          |
| 215                               | Vegard Stake Laengen              | 104°                              |                        |                        |                        |                          |                          |                          |
| 216                               | Diego Ulissi                      | 28°                               |                        |                        |                        |                          |                          |                          |
| 217                               | Michael Vink                      | R                                 |                        |                        |                        |                          |                          |                          |